# Dicker (Anrede)

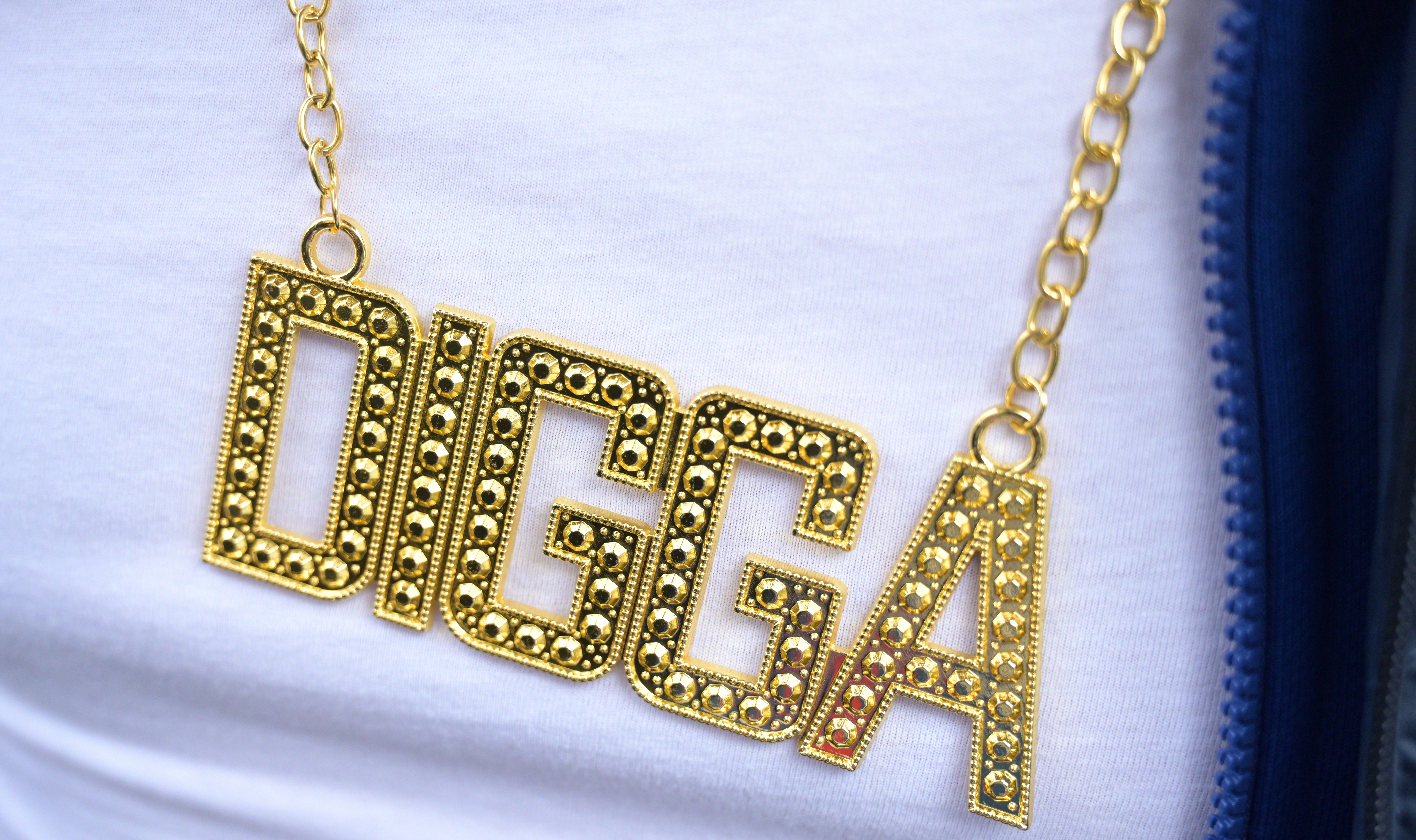
Kette mit dem Schriftzug „Digga“

Digga (auch Digger, Diggah oder Diggi, seltener Diggha, Diggär, Dikka oder Dikkah) ist ein Begriff, der ursprünglich der Hamburger Jugend- und Umgangssprache entstammt und mittlerweile große Verbreitung im deutschsprachigen Raum findet. Dicker ist eine Anrede für einen Freund oder Kumpel und keinesfalls abwertend gemeint – bezieht sich also nicht auf das Körpergewicht des Angesprochenen. Die Abwandlung des Wortes von Dicker zu Digger erklärt sich sehr wahrscheinlich durch die Lautumschrift des Hamburger Dialektes, der ein ck wie ein doppeltes g klingen lässt.

## Verwendungsbeispiele
„Was is’ los, Dicker!?“, „Kein Plan, Dicker“ oder „Chill mal, Dicker!“ – Dicker ist in diesem Zusammenhang in etwa gleichzusetzen mit der Bezeichnung Alter und lässt sich in Form von Ad-libs – einzelnen zusätzlichen Ausrufen während eines Liedes – vor allem in deutscher Hip-Hop-Musik verwenden. Auch die Verniedlichungsform Diggi ist gebräuchlich.

## Begriffsherkunft
Die Wortherkunft ist umstritten. Die Anrede wird im Film Rocker von Klaus Lemke aus dem Jahr 1972 verwendet, der in der Hamburger Rockerszene spielt. Diese Verwendung spricht gegen die Erklärung, wonach Dicker, bzw. Digger, etwas mit „digging in the crates“, der Bezeichnung für das Durchsuchen von Plattenkisten zu tun hat. Auch die Erklärung, wonach sich der Begriff auf das Digging, das Graben der Goldgräber, bezieht, ist in diesem Zusammenhang eher unwahrscheinlich. Plausibler ist, dass Digger/Dicker ursprünglich als Kosename verwendet wurde und bereits Anfang des 20. Jahrhunderts im Hamburger Arbeitermilieu gebräuchlich war, zumal mit jemandem dick sein im norddeutschen Jargon auch für eine gute Freundschaft steht. Ein Indiz für die bereits weit länger zurückliegende, freundschaftliche Verwendung des Begriffes liefert auch das autobiografische Buch "Jugenderinnerungen eines alten Mannes" von Wilhelm von Kügelgen aus dem Jahr 1867, welcher am Ende des zweiten Kapitels des dritten Teils seinen Bruder als "Lieber Dicker" bezeichnet.
Obwohl "Digga" heute vor allem im urbanen Kontext und in der Hip-Hop- und Rap-Szene verwendet wird, gibt es Hinweise darauf, dass die Wurzeln des Begriffs in der Kölner Schwulenszene liegen. In dieser Szene wurde "Digga" ursprünglich als eine freundschaftliche Anrede unter Männern genutzt, ähnlich wie "Kumpel" oder "Bro". Es wird vermutet, dass sich die Bezeichnung aus einer Verkürzung oder Variation von Begriffen wie "Dicker" (umgangssprachlich für einen Freund) entwickelt hat.
Einige Quellen deuten darauf hin, dass die Verwendung von "Digga" in der Kölner Schwulenszene bereits in den 1980er Jahren vorkam und sich später durch die Popkultur und Medien auch außerhalb dieser Szene verbreitete. Dabei wurde der Begriff zunehmend zu einer lockeren, freundschaftlichen Anrede, die sowohl innerhalb als auch außerhalb der schwulen Community Verwendung fand.
Populär wurde Dicker durch die Hamburger Hip-Hop-Bewegung der 1990er Jahre. Künstler wie Absolute Beginner, Ferris MC, Eins Zwo, Dendemann, Fünf Sterne Deluxe, Das Bo, Dynamite Deluxe, Samy Deluxe sorgten durch häufige Verwendung für seine Verbreitung.
Ein Beispiel für die Verwendung des Begriffs in diesem Zusammenhang ist das Lied von Das Bo Türlich, türlich (sicher, Dicker). Das Hamburger Hip-Hop-Projekt Digger Dance veröffentlichte zur Jahrtausendwende Digger is a Dancer.
In Anspielung darauf, dass sich der Begriff mittlerweile deutschlandweit etabliert hat, und mit Betonung auf seinen Hamburger Ursprung heißt es im Refrain der Beginner-Single Ahnma: „Jeder sagt Dicker heutzutage / Wir packen Hamburg wieder auf die Karte.“

## Verbreitung
Seit einigen Jahren hat sich die Verwendung des Begriffs auf ganz Deutschland ausgeweitet. So ist er mittlerweile auch in Berlin zu hören, wo jedoch eher die Schreibweise Dicka gebräuchlich ist. Dies ist umso erstaunlicher, als die Berliner Hip-Hop-Szene ihrem Hamburger Pendant zu Anfang eher feindlich gesinnt war und auf ihren eigenen Slang setzte, darunter auch das sehr ähnlich genutzte Atze.
Der Begriff Dicker fällt auch in der 2014 ausgestrahlten Wiener Tatort-Folge Abgründe. Der Begriff ist inzwischen auch in der österreichischen Jugendsprache gebräuchlich.